# Kobalt-prekorin-5B (C1)-metiltransferaza
Kobalt-prekorin-5B (1)-metiltransferaza (EC 2.1.1.195, kobalt-prekorin-6A sintaza, CbiD (gen)) je enzim sa sistematskim imenom S-adenozil--metionin:kobalt-prekorin-5B (1)-metiltransferaza. Ovaj enzim katalizuje sledeću hemijsku reakciju
kobalt-prekorin-5B + S-adenozil--metionin {\displaystyle \rightleftharpoons } kobalt-prekorin-6A + S-adenozil-L-homocistein
Ovaj enzim katalizuje C-1 metilaciju kobalt-prekorina-5B pri anaerobnoj biosintezi adenozilkobalamina.

## Literatura
- Nicholas C. Price; Lewis Stevens (1999). Fundamentals of Enzymology: The Cell and Molecular Biology of Catalytic Proteins (Third изд.). USA: Oxford University Press. ISBN 019850229X.
- Eric J. Toone (2006). Advances in Enzymology and Related Areas of Molecular Biology, Protein Evolution (Volume 75 изд.). Wiley-Interscience. ISBN 0471205036.
- Branden C; Tooze J. Introduction to Protein Structure. New York, NY: Garland Publishing. ISBN 0-8153-2305-0.
- Irwin H. Segel. Enzyme Kinetics: Behavior and Analysis of Rapid Equilibrium and Steady-State Enzyme Systems (Book 44 изд.). Wiley Classics Library. ISBN 0471303097.

## Spoljašnje veze
- Cobalt-precorrin-5B+(C1)-methyltransferase на 